# Ума
Ума (на шумерски: 𒄑𒆵𒆠) е древен град-държава в Шумер, южната част на древна Месопотамия, на днешната територия на Ирак. Има някои научни дискусии относно дали името е шумерско или акадско. Предполага се, че се е намирал в Умм ал-Акариб, на по-малко от 7 километра на северозапад. Цялата известна история на Ума преминава във войни с Лагаш, в резултат на които Ума се подчинява на Лагаш. Богът на града е Шара.